# Éric Holder
Cet article concerne l'écrivain français. Pour l'homme politique américain, voir Eric Holder. Pour les homonymes, voir Holder.
Éric Holder, né Éric Julien Dupisson le 5 avril 1960 à Lille et mort le 23 janvier 2019 à Queyrac, est un romancier français.

## Biographie
Éric Holder passe son enfance en Provence et exerce divers petits métiers. D'abord installé à Paris, puis dans un village de la Brie à Thiercelieux, il vit à partir de 2005 dans le Médoc, où il ouvrira une bouquinerie.
Son premier manuscrit, écrit à 16 ans, est refusé mais on l'encourage néanmoins à continuer d'écrire. Son premier livre, Nouvelles du Nord, est l'un des premiers textes parus aux éditions du Dilettante, en 1984, une maison à laquelle il restera toujours lié. Le livre est bien reçu par la critique.
Trois de ses romans ont été adaptés au cinéma en 2009 et 2012 : Mademoiselle Chambon, L'Homme de chevet et Bienvenue parmi nous.
Il préside en 2010 le jury du concours de nouvelles d'Ozoir-la-Ferrière.
Il meurt chez lui à Queyrac, dans le Médoc, d'une crise cardiaque, le 22 janvier 2019 à l'âge de 58 ans, quelques semaines seulement après la mort de sa compagne depuis l'adolescence, l'éditrice Delphine Montalant,.
Éric Holder avait, par le passé, collaboré de manière régulière avec la revue Le Matricule des anges et en 2022, l'éditeur Le Dilettante publie le recueil posthume de ses chroniques, parues dans la revue de 1996 à 2012, sous le titre L'Anachronique,.

## Style
Écrivain minimaliste et délicat de textes de petit format, courts romans, nouvelles ou récits, Éric Holder possède le goût de l'épure, caractéristique d'un style tissé de tendresse, de mélancolie et de sensibilité.
Les thèmes abordés englobent le sentiment amoureux, de la tendresse à l'érotisme, de personnages discrets et vulnérables, souvent confrontés entre l'intellectuel et le manuel,,.

## Œuvre
- Nouvelles du Nord, Le Dilettante 1984
- Manfred ou l'Hésitation, Le Seuil, 1985
- Duo forte, Grasset, 1989 Prix Fénéon, prix de la vocation, prix Thyde Monnier.
- L'Ange de Bénarès, Flammarion, 1993
- Bruits de cœurs, Les Silènes, 1994
- La Belle Jardinière , Le Dilettante, 1994 Prix Novembre 1994.
- L’Homme de chevet, Flammarion, 1995 (rééd. 2009)
- La Tolérance, dessins de Jean-Marie Queneau, éditions de la Goulotte, 1995
- Deux poèmes, dessins de Jean-Marie Queneau, Claude Stassart-Springer, éditions de la Goulotte, 1996
- En compagnie des femmes recueil de huit nouvelles, Le Dilettante 1996 Prix Roger-Nimier 1996[4]
- Mademoiselle Chambon, Flammarion, 1996 (rééd. 2009)
- Jours en douce, Flohic éditions, 1997
- On dirait une actrice, Librio, 1997
- Nouvelles du Nord et d'ailleurs , Le Dilettante, 1998
- Bienvenue parmi nous, Flammarion, 1998
- Les Cabanes, dessins de Claude Stassart-Springer, éditions de la Goulotte, 2000
- Awélé, dessins de Claude Stassart-Springer, éditions de la Goulotte, 2000
- La Correspondante, Flammarion, 2000
- Masculins singuliers , Le Dilettante, 2001
- Hongroise, Flammarion, 2002
- L’Histoire de Chirac, Flammarion, 2003
- Les Sentiers délicats, Le Dilettante, 2005
- La Baïne, Le Seuil, 2007
- Le troisième mardi des mois pairs s’il fait beau, Derrière la salle de bains, 2008
- De loin on dirait une île, Le Dilettante, 2008 Prix Service Littéraire.Bella Ciao, Paris, Le Seuil, coll. « Cadre rouge », 2009, 180 p. (ISBN 978-2-02-097535-3)
- Embrasez-moi, Le Dilettante, septembre 2011
- L'Alphabet des oiseaux, illustrations de Nathalie Azémar, éditions Delphine Montalant, juin 2012
- La Saison des bijoux, Le Seuil, 2015
- La belle n'a pas sommeil, Le Seuil, janvier 2018
- L’Anachronique, 2022 (posthume), Le Dilettante, 2022 (ISBN 9791030800685)

### Préfaces et postfaces
- Gilles Tordjman, C'est déjà tout de suite, préface, CNRS éditions, 1998
- Michel Laclos, Mots croisés, Zulma, 2002
- Jean-Paul et Michel Mazot, Chirac en Gévaudan, Atlantica, 2009
- François de Cornière, Ces moments-là, Le Castor astral, 2010

## Distinctions
- Nomination pour le Prix du Livre Inter pour Bienvenue parmi nous en 1999[11].